# آلیس زیمرن

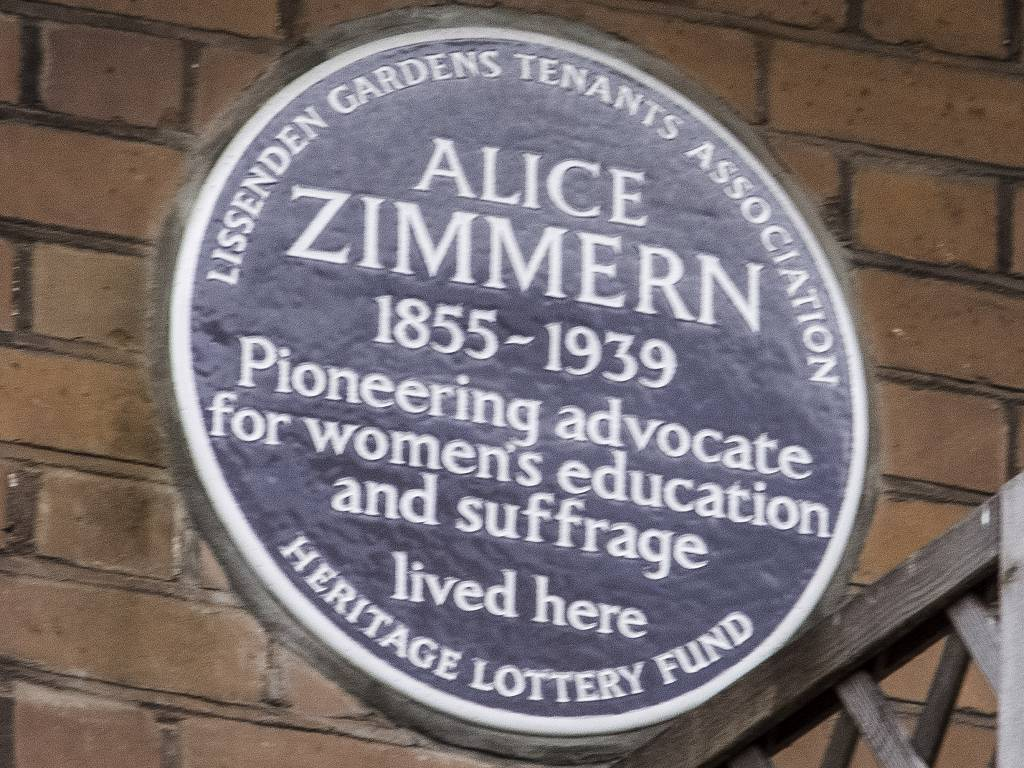
نشان آلیس زیمرن در لندن

آلیس زیمرن (انگلیسی: Alice Zimmern; ۲۲ سپتامبر ۱۸۵۵ – ۲۲ مارس ۱۹۳۹) یک نویسنده، مترجم، و سافراجت اهل بریتانیا بود.